# 鐵拳俠
铁拳侠 （英語：Iron Fist），原名丹尼尔·兰德（Daniel Thomas "Danny" Rand-K'ai），是一个由漫威漫画公司创作的漫画人物，為一名武術家。于《驚奇首映 #15-25》(1974年五月)由羅伊·托馬斯和吉爾·凱恩创造。

## 出版史
铁拳侠，连同前作——功夫师父“尚氣”，是起源于上世纪七十年代漫威漫画公司通俗文化流行时期的一个武侠英雄。首次出现在一个由作家罗伊·托马斯和铅笔画家吉尔·凯恩创作的标题——《惊奇首映 #15-25》下的一个故事中，他先后被众多作家成功地续写。

## 人物传记

### 人物背景
丹尼尔·兰德出生于美國纽约市，是商人温德尔·兰德的儿子。温德尔在年轻时发现了一个名叫“昆仑”的神秘城市。温德尔在“昆仑”的期间因挽救了该城市的统治者“段”的生命而被收养为“段”的养子。然而，温德尔最终还是离开了“昆仑”，之后在美国成为了一名富裕的企业家。他娶了一个名流女子希瑟·邓肯，并生了一个孩子，丹尼尔。在丹尼尔九岁的时候，温德尔组织了一个探险队並再次探访“昆仑”，同时带上了他的妻子希瑟、生意合伙人哈罗德·密尔查姆和兒子丹尼尔。在上山的途中，丹尼尔不幸滑落，他的绳索带着的母亲和父亲。而哈罗德对希瑟有暗恋之情，他设想迫使温德尔摔到悬崖下，以保住希瑟和丹尼尔的性命。但她拒绝了他的帮助，宁愿自己去死。
在《惊奇首映 #15》中解释道：希瑟和丹尼尔遭到群狼的袭击，前方有除了一座能凑合通过的桥之外无处可逃。于是希瑟将自己投入到了狼群之中以解救自己的儿子丹尼尔，来自“昆仑”的弓箭手前来救她的时候却已为时已晚。弓箭手带着悲痛的丹尼尔去见“昆仑”的首领玉帝。当丹尼尔表示复仇的愿望时，玉帝将其当作一个徒弟交给“雷公”，雷公教给丹尼尔武术。
丹尼尔证明了他是雷公最好的徒弟。丹尼尔使他的拳头适应于击打装满砂子的桶，来让石和砂锻炼他的拳头。在十九岁的时候，丹尼尔在与不朽的龙——壽老战斗中获得了铁拳的神力：那龙被一颗从身内撕裂出来的熔化的心所保护着。在战斗时，丹尼尔奋力抵抗壽老，胸口被壽老烧成了一个龙形的纹身。在屠龙之后，丹尼尔进入了它的龙穴，将双拳伸进了一个盛放着那个生物的熔化的心的火盆中，便铸就了他那神奇力量的双拳。
当“昆仑”于十年之后再次出现在地球上时，丹尼尔决定离开并回去寻找他的杀父仇人。回到纽约之后，丹尼尔身着铁拳的正式服装，找到了哈罗德——密尔查姆工业集团的老总。在克服了一些取其命的念头之后，他最后面对面的在办公室中见到了哈罗德，见到的只是一个无腿的人——在抛弃了丹尼尔和他的母亲之后，他被卷入大雪，并成为他的双腿严重冻伤，而不得不做了截肢手术。
在见到铁拳侠之后，哈罗德承认了他理应偿命，但铁拳侠对这个悲惨的生命产生了怜悯之心，于是决定离去。但片刻后，哈罗德却被一个神秘的忍者所杀，于是哈罗德的女儿就将其父亲的死怪罪于铁拳侠。最后，铁拳侠隐姓埋名并开始了他的超级英雄生涯，他接受了友人科林·溫与迷霧騎士的帮助，并爱上了后者。值得注意的是，在他早期的职业生涯中出现的对手中包括：首次亮相的恶棍——剑齿虎、神秘的可汗大師（就是暗杀哈罗德的那个忍者）以及鋼蛇——被“雷公”流放的儿子，他同样垂涎的铁拳力量。

### 雇佣英雄

雇佣英雄，帕斯库尔·费瑞所画

铁拳侠在职业生涯的早期见过钢铁侠。在那之后，铁拳侠很快开始了他与海尔斯瑞之间的战斗。
就在丹尼尔与鋼蛇交战之前，迷霧騎士正在暗中行动：渗入由巨腹蛇领导的犯罪组织，当巨腹蛇认出了迷雾骑士的计谋之后，绑架了克萊兒·坦普爾和诺娜·布思坦，并把他们当作人质，他们是卢克·凯奇（神力侠）最好的伙计，以逼迫卢克·凯奇去干掉迷雾骑士。铁拳侠出手阻止了巨腹蛇，经过一系列战斗，真相大白：铁拳侠帮助卢克·凯奇和“龍之女”与巨腹蛇作战，最终救出了坦普尔和布思坦，并找到证据洗清了卢克·凯奇被污从事毒品交易的罪名。铁拳侠与卢克·凯奇决定成为搭档，组成了雇傭英雄。
尽管铁拳侠和卢克·凯奇说他们只为了钱而成为英雄，但他们始终做正确的事情，为此，他们宁愿得到更少的钱。铁拳侠的真实身份丹尼尔，重新得到了他父母的遗产——兰德-密尔查姆工业集团的一半股份，于是变得十分富有。这使得他与自小就在贫民窟中长大的卢克·凯奇之间的关系变得紧张起来。
他们之后一起前往了“昆仑”，在那里，他们与可汗大師战斗。
后来，铁拳侠因为受到辐射而患上了癌症且不幸地死在了英雄队长 的手中，而卢克·凯奇则被怀疑为与丹尼尔的死有关的逃犯。至此，卢克·凯奇与铁拳侠的拍档关系结束。

### 复活
在1990年代, 丹尼尔的生死之谜的故事情节在《納摩》中被揭开。尽管丹尼尔看上去复活了，但那只是超級史克魯爾人策划出来冒名顶替者的而已：超級史克魯爾人承认了他曾将自己变身成“英雄队长”，并且去策划摧毁丹尼尔和凯奇，这件事的幕后指使为可汗大师。那个死后复生的所谓“铁拳侠”只是一个从异次元怪物海尔斯瑞创造出来的二重身而已，该二重身是丹尼尔最后一次在“昆仑”的时候被海尔斯瑞绑架并被拷贝下来而成的。当丹尼尔与海尔斯瑞在一起的时候，他利用气治愈了他的癌症。铁拳侠最后被发现依然活在“昆仑”。他协同納摩和迷雾骑士再次同可汗大师进行了决战。
在狂攻傳奇的交叉事件之后，兰德和凯奇重组了雇佣英雄。这次，他们为納摩的神谕公司工作，作为一个扩展组队。该故事编入一个全新的名为《雇佣英雄》的期刊中，但最后由于销量低下而被取消，以納摩解散神谕公司告终，雇佣英雄亦是如此。
铁拳侠曾一度失去过自己的力量：在《新勇士 第二卷 #8-10》中，邪恶的日本神秘忍者组织“手合會”绑架了铁拳侠，他们对铁拳侠进行了能力盗取仪式。然而，铁拳侠在最后还是夺回了自己的能力。
在《铁拳侠》的迷你期刊中，米兰达·兰德·凯死里逃生：海尔斯瑞使她苏醒，并保证，若她交出黄道之钥 的话，可以免她一死并使她复原。在最后，她以“致命毒针”的身份加入了他们，并与铁拳侠对抗；然而，当海尔斯瑞准备干掉铁拳侠的时候，米兰达却将黄道之钥的能量对向了海尔斯瑞，这看似自杀的举动，却由于其被海尔斯瑞的豆荚喷发出来的化学物质所保护而幸免于难。
在M皇室的交叉事件中，兰德是卢克·凯奇的反抗军中的一员。

### 内战与夜魔侠
在内战中，丹尼尔将自己装扮成夜魔侠，为了使媒体和公众相信马特·默多克——原夜魔侠并不是一个戴面具的义务警员。丹尼尔确信马特是被佛吉·尼爾森雇佣了去装扮夜魔侠的。但事实上佛吉·尼爾森早已被美联邦的证人保护计划伪造为“已被谋杀”了。
在内战中，他反对联邦的超级人类注册法案, 加入了美国队长一帮，并乔装成夜魔侠。他被那帮赞成超级人类注册法案的势力逮捕, 骂钢铁侠为“犹大”，并丢给他一枚银币以示唾弃。他之后从监狱里被释放出来，加入了美国队长的一边，与钢铁侠代表的一帮人做最后的战斗。

### 新复仇者
在美国队长被逮捕之后，丹尼尔加入了新复仇者，这是一个由奇異博士创建的提供给英雄们安全的藏身之地的团队，前队友卢克·凯奇也在其中。在《黑暗王朝》的故事情节中，丹尼尔因为各种的问题而离开了新复仇者，但是他告诉复仇者们：任何時候如果需要他的帮助，就打电话給他。

### 《不朽的铁拳侠》
在2006年，漫威漫画开始了一部全新的期刊，《不朽的铁拳侠》，由爱德华·布鲁贝克与马特·弗兰克森共同编写，并由西班牙插画家戴维·阿贾绘画。《不朽的铁拳侠》以六部分的独立短篇

## 超能力
蘭德将双拳伸进Shou-Lao熔化的心的火盆中时，那只龙的不朽的超能力便注入了兰德的体內；这是除了被雷公训练之外获得超能力的主要原因，这使得他可以随意鼓起和集中自己的气，并使得他非凡能力的等级获得大大的提高。 他的力量、速度、体力、耐力、敏捷以及神经反应、感觉都会得到空前的增强，这使得他已经很厉害的武术技能更加的强悍。该终极表现为：可以将身体中的超能力集中于他的双手，他紧握的双拳发出超自然的炽热，使得他的拳“像一块钢铁”。如此集中，该“铁拳”可以将他的目标狠狠地击碎，而他的拳却不会痛或者受伤。然而，这样的一记拳会使得丹尼在一段时间内精疲力竭，需要养精蓄锐一段时间才能再次释放该铁拳。
铁拳功力的其他应用有：能够将气集中对内以医治自己或对外医治他人的创伤，并且有心灵感应功能：这可以使他将他的意识和思维暂时地与他人结合。在《最大屠杀》 的漫画故事情节中，丹尼使用了他的精神力量平息了骚乱的群众们。

## 其他媒體

### 電視劇
- 漫威電影宇宙：由芬·瓊斯飾演鐵拳俠。
  - 《鐵拳俠》（2017-2018年）[10][11]。
  - 《捍衛者聯盟》（2017年）[12]。

### 動畫
- 《終極蜘蛛人》：以十多歲的青少年版本登場[13]，由葛瑞格·塞普斯配音[14]。
- 《天雷爭霸：復仇者聯盟》

### 遊戲
- 《漫威：未來之戰》：手機遊戲，鐵拳俠是玩家可使用角色之一。
- 《漫威超級戰爭》